# 小田井縣神社

小田井懸神社鳥居

小田井縣神社（おだいあがたじんじゃ）は、兵庫県豊岡市にある神社。小田井縣神社の末社に「柳ノ宮神社」があり、毎年8月1日、2日に「豊岡柳祭り」が行われる。豊岡市市街地域の最大のお祭りである。但馬五社の一社とされる。

## 祭神
国作大己貴命
『国司文書・但馬神社系譜伝』には、上座　国作大己貴命（クニツクリオオナムチノミコト）・中座　天照国照彦天火明命・下座　海童神…以上、三座

## 歴史
『国史文書・但馬故事記』（第四巻・城崎郡故事記）及び『国史文書・但馬神社系譜伝記』（第四巻・城崎郡神社系譜伝）に、
天火明命（アメノホアカリノミコト）は、これより西して、谿間（タヂマ）に入り、清明宮（スガノミヤ）に駐る。
豊岡原に降り、御田（オンデン）を開く。又、垂井天物部命を使いて、真名井を黄沼前（キノサキ）に掘り、御田に灌ぎ、瑞稲を作る。
故、其の地を豊岡原と云い、真名井を、御田井（オダイ）と云う。
のち、小田井と改まる。小田井の縣と称するは是なり。（中略）
人皇一代神武天皇3年秋8月、国作大己貴命を黄沼前（キノサキ）の丘に鎮座す。
同9月、天火明命をもまた沼前の丘に鎮座し、帆前斎主命（ホマエイツキヌシノミコト）は御食（ミケツ）の大前に仕え奉る。
人皇15代神功皇后摂政3年　征韓の功により社殿を造営し、幣帛（ヘイハク）を納め、祭祀を奉行す。
黄沼前県主、武身主命は幣帛使となり、武身主命が征韓において斎くところの大海童神（底津海童神・中津-・表津-の三神）を下座に配祀す。
人皇40代天武天皇の白凰3年夏6月、天下大旱（ダイカン）、雨を小田井県宮に祈り、戒器を神庫に納め、はじめて矛立神事・水戸上神事を行う。後世これを称して『矛立神事』『河内神事』という。
また神酒所（神）を斎き祀り、神酒を醸し、御食津神を斎き祀り、御食を作り、これを奉る。御贄（ミニエ）村（今の三江）にある酒垂神（酒垂神社）・御贄神これなり。城崎郡司・物部韓国連久々比（モノノベカラクニノムラジクグヒ）これを奉行す。

## 沿革
- 承和9年（842年）10月 :官社
- 仁寿元年（851年）7月27日 : 正六位
- 貞観10年（868年）12月27日 : 従五位上
- 延喜式神名帳（905年） : 式内社
- 元弘3年（1333年）夏 : 正一位
- 天正3年（1575年）10月 : 野田合戦の際焼失
- 天正年中（1573年 - 1592年） : 秀吉当社に陣営をおき神領を没収
- 貞享年中（1684年 - 1687年） : 社殿再興
- 元文年中（1736年 - 1740年） : 造営
- 明治6年（1873年）10月 : 県社
- 昭和6年（1931年） : 円山川治水工事のため現位置に移転

## 摂末社

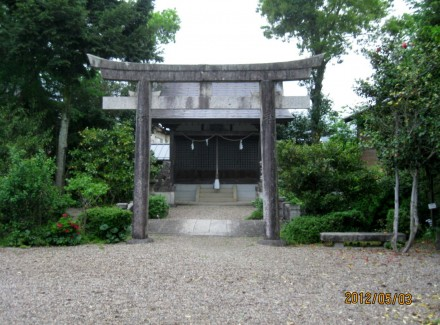
川下社 （祓戸四柱大神）
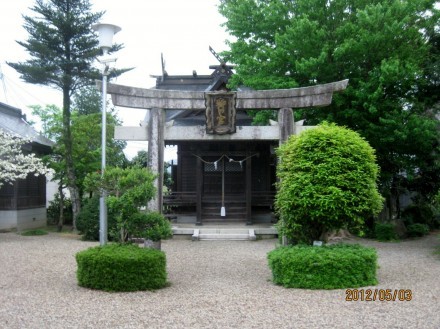
柳の宮 （五男三女神）
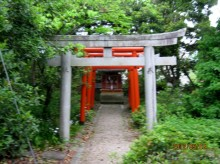
稲荷社 （豊遠加姫命）

## 祭事
- 「豊岡柳祭り」

## 現地情報
交通アクセス
徒歩
- 豊岡駅（JR西日本山陰本線）から、東北東へ1400メートル
- コウノトリの郷駅（京都丹後鉄道宮豊線）より西南西へ1500メートル

車
- 豊岡市に向かい国道「312号線」を円山川に沿い北進し、市街地北端、「堀川橋」信号の道路西側下。駐車場なし